# Obuasi
Obuasi és una comunitat minera (mineria d'or) i ciutat en la part sud del Municipi d'Obuasi a la Regió Aixanti (60 km al sud-oest de Kumasi), Ghana. La població és de 175.043 habitants i és la vuitena ciutat de Ghana
L'Assemblea Municipal d'Obuasi es va crear per segregació de l'Assemblea del Districte de West Adansi per Instrument Executiu (EI) de data 15 de desembre de 2003, i Instrument Legislatiu (LI) 1795 de 17 de març de 2007. El municipi té 162,4 km² i el formen 53 comunitats.